# Leah Poulos
Leah Jean Poulos-Mueller (Berwyn, 5 ottobre 1951) è un'ex pattinatrice di velocità su ghiaccio statunitense.

## Palmarès

### Olimpiadi
- 3 medaglie:
  - 3 argenti (Innsbruck 1976 nei 1000 metri; Lake Placid 1980 nei 500 metri; Lake Placid 1980 nei 1000 metri)

### Mondiali - Sprint
- 5 medaglie:
  - 2 ori (Innsbruck 1974; Inzell 1979)
  - 3 argenti (Berlino 1976; Alkmaar 1977; West Allis 1980)